# Nemoura kuhleni
Nemoura kuhleni är en bäcksländeart som beskrevs av Aubert 1967. Nemoura kuhleni ingår i släktet Nemoura och familjen kryssbäcksländor. Inga underarter finns listade i Catalogue of Life.